# Acer yangbiense
Acer yangbiense é uma espécie de árvore do gênero Acer, pertencente à família Aceraceae.